# Silte församling
Silte församling var en församling i Visby stift. Församlingen uppgick 2010 i Havdhems församling.
Församlingskyrka var Silte kyrka.

## Administrativ historik
Församlingen har medeltida ursprung. 
Församlingen var till 1962 annexförsamling i pastoratet Hablingbo och Silte som 1941 utökades med Sproge församling. Från 1962 till 2010 var den annexförsamling i pastoratet Havdhem, Näs, Grötlingbo, Eke, Hablingbo och Silte. År 2010 uppgick församlingen med övriga församlingar i pastoratet i Havdhems församling.
Församlingskod var 098082.